# Efate albobicinctus
Espèce
Efate albobicinctus est une espèce d'araignées aranéomorphes de la famille des Salticidae.

## Distribution
Cette espèce  se rencontre au Vanuatu, aux îles Salomon, aux Fidji, aux Samoa, aux États fédérés de Micronésie et à Guam,.

## Description
Les mâles mesurent de 3,5 à 4,2 mm et les femelles de 4,5 à 4,7 mm.

## Publication originale
- Berland, 1938 : Araignées des Nouvelles Hébrides. Annales de la Société Entomologique de France, vol. 107, p. 121-190.